# Felsbilder von Ruändan
Die Felsbilder von Ruändan befinden sich vier Kilometer nordöstlich von Messlingen auf dem Flatruet, einem Fjäll in Jämtlands län in Schweden. Sie bestehen aus 20 Tier- und einigen Menschendarstellungen. Der 951 m ö.h. hohe Berg Ruänden ist ein Teil des Flatruet und eines der größten Gebiete Schwedens mit Felsbildkunst. Der Ruänden ist die einzige Stelle in der Provinz Jämtland, deren Tierdarstellungen Elche aussparen. Auf der norwegischen Seite des Grenzgebirges gibt es Felszeichnungen, die denen im Ruändan entsprechen. Das Flatruet umfasst viele Schluchten, die am Ende der Eiszeit gebildet wurden, als der Eissee im Messlinger Talgebiet durchbrach und das Wasser ins Tal stürzte. Die Mehrheit der Schluchten liegt auf der Südseite des Flatruet. 
Die Schöpfer der gemalten Bilder (schwedisch Hällmålningar) waren Jäger und Sammler oder Fischer. Die Farben sind rötlicher Ocker. Als Bindemittel verwendete man Fett. Entlang der Wasserläufe gibt es hunderte alter Wohnplätze, an denen man Äxte, Pfeil- und Speerspitzen sowie Messer und Schaber aus Schiefer, Quarz und Quarzit fand. Die Mahlzeitenreste bestanden aus Knochen von Biber, Elch, Vögeln und Fischgräten. Die Deutung der „Felskunst“ ist umstritten. Lange gab es nur eine Deutung im Hinblick auf die „Jagdmagie“. Heute diskutiert man auch religiöse und magische Gründe. 
Ausgehend von der Anhebung des Meeresspiegels hat man die norwegischen Felsbilder chronologisch festgelegt. Das Ergebnis stimmt mit den schwedischen Forschungen – abgesehen von kleinen Abweichungen – überein:
- Geritzte Darstellungen: 7400 bis 6700 v. Chr.
- Gemeißelte Darstellungen: 3600 bis 2500 v. Chr.
- Gemalte Darstellungen: 1800 v. Chr. (oder älter) bis zur Zeitenwende

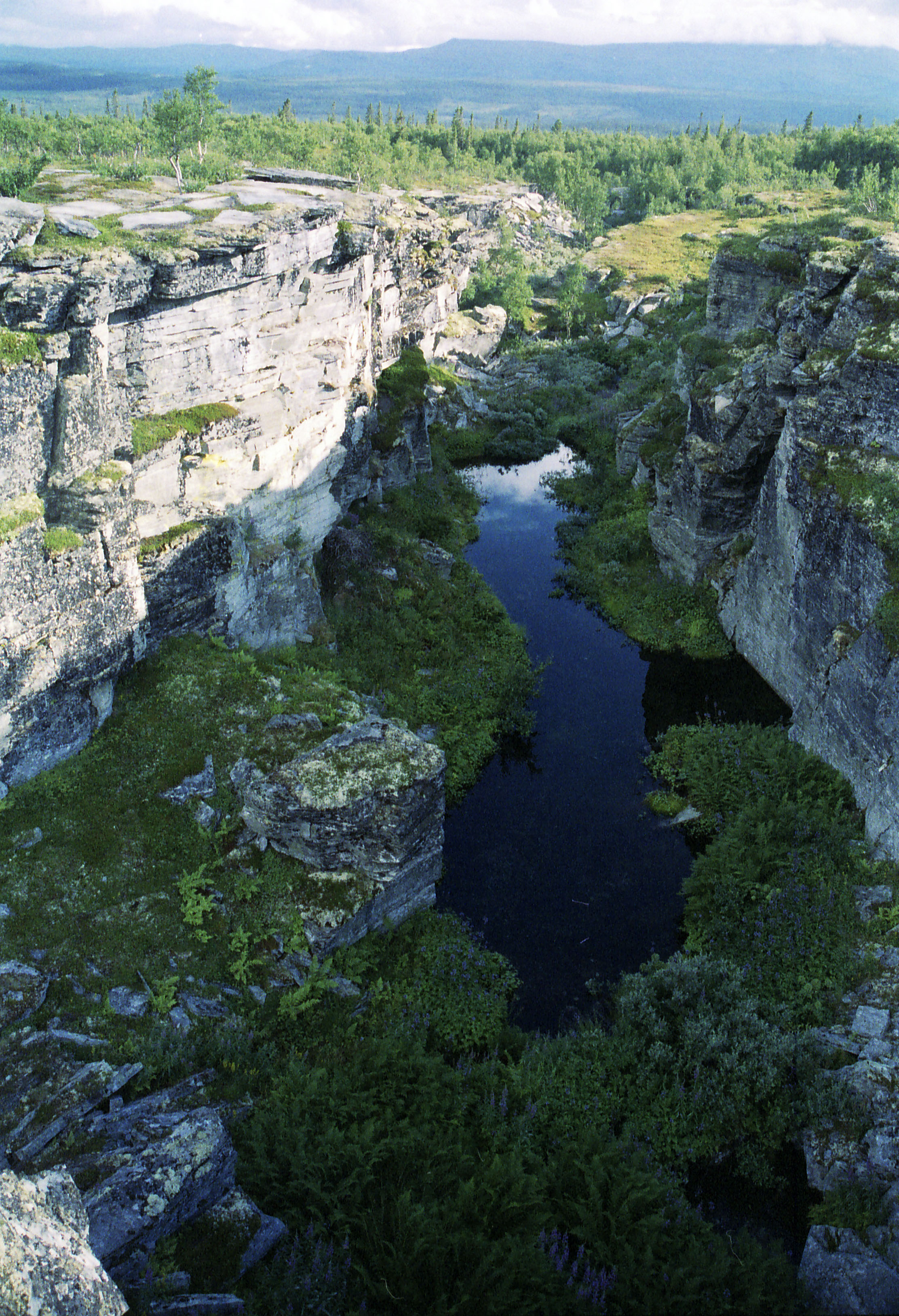
Fiskhålsgraven

## Geologie und Tourismus
Ein etwa 8,0 km langer und ausgeschilderter Rundweg führt zu den Felszeichnungen (2,3 km) und zwei geologischen Sehenswürdigkeiten, dem Evagraven und dem Fiskehålsgraven. 
Der Evagraven ist die berühmteste Schlucht von Flatruet und liegt etwa 2,0 km westlich der Felsbilder. Der Evagraven ist so tief, dass der Schnee auf dem Boden der Schlucht auch im Sommer nicht schmilzt. Der Fiskhålsgraven liegt etwa 2,0 km westlich von Evagraven. Sein Name bedeutet übersetzt „Fischlochschlucht“, weil am Ende der Schluch, seltene und geschützte etwa 10 cm lange Zwergsaiblinge leben, die 7000 Jahre in der Schlucht überlebt haben sollen.